# Osvald Polívka
Osvald Polívka (Enns, 24 maggio 1859 – Praga, 30 aprile 1931) è stato un architetto ceco.

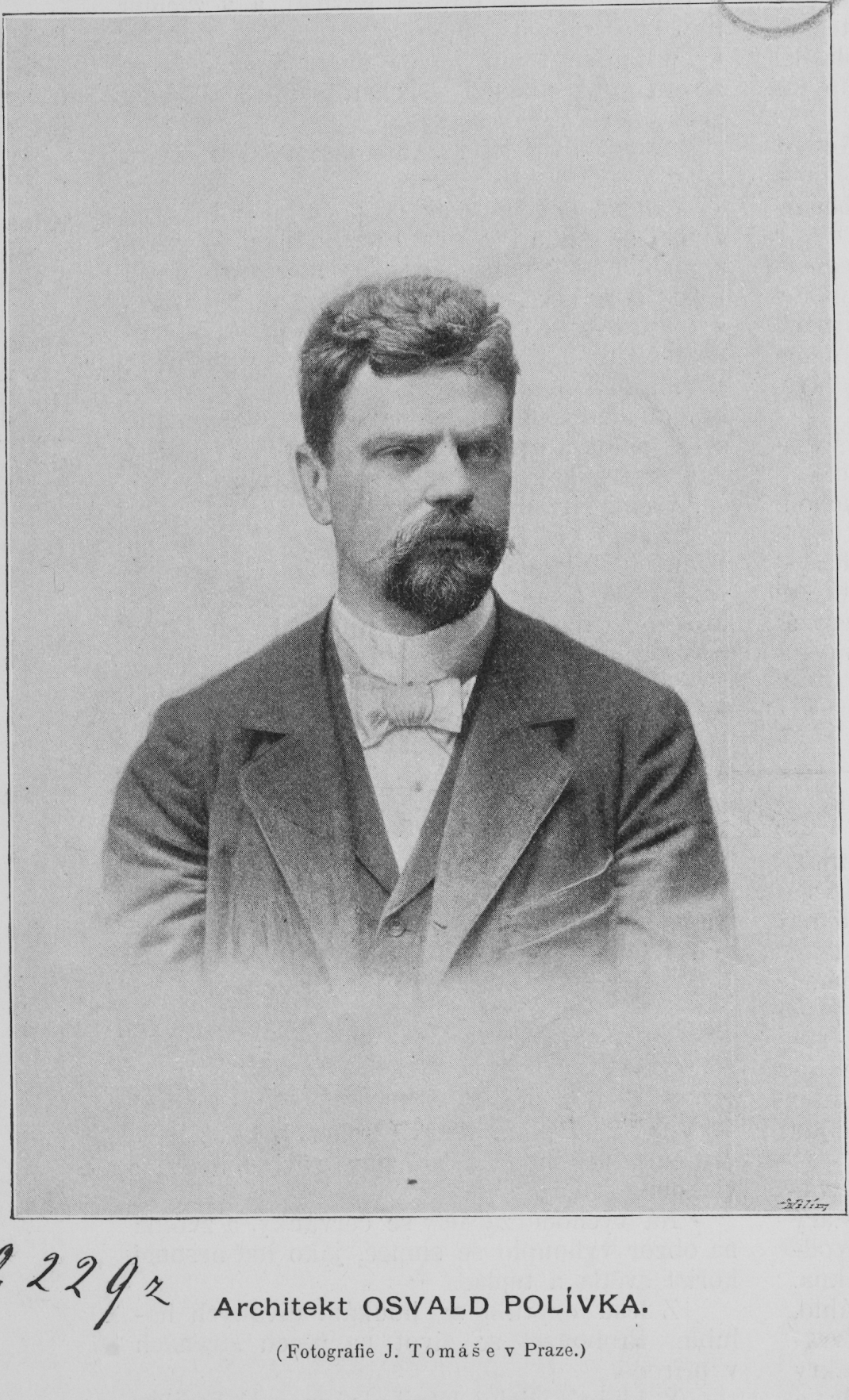
Osvald Polívka nel 1896

Esponente dell'Art Nouveau, progettò diversi celebri edifici a Praga. Altre sue opere si trovano a Brno e Trieste.

## Biografia
Dopo aver conseguito la laurea al politecnico ceco di Praga, il suo primo importante lavoro fu una collaborazione nel 1894 con Antonín Wiehl, con il quale progettò l'edificio della Cassa di risparmio della città di Praga. Lo stile di Polívka evolse nel corso degli anni ma l'architetto rimase sempre devoto alla collaborazione con altri artisti nella ricerca di elaborati effetti estetici. Ad esempio, nel progettare la celebre Casa municipale di Praga coordinò il lavoro di diversi importanti muralisti e scultori cechi del tempo, tra i quali anche Alfons Mucha, col quale intratteneva un rapporto di amicizia.

## Opere principali
- Casa municipale, Praga (1904-1912), con Antonín Balšánek
- Palazzo della Banca di Praga, Trieste (1911-1914), con Josip Costaperaria